# (9284) Juansanchez
(9284) Juansanchez est un astéroïde de la ceinture principale.

## Description
(9284) Juansanchez est un astéroïde de la ceinture principale. Il fut découvert le 7 mars 1981 à Siding Spring par Schelte J. Bus. Il présente une orbite caractérisée par un demi-grand axe de 2,94 UA, une excentricité de 0,02 et une inclinaison de 9,4° par rapport à l'écliptique.

## Compléments